# Stupnik
Stupnik je općina u Hrvatskoj, smještena u Zagrebačkoj županiji.

## Zemljopis
Općina se nalazi u zapadnom dijelu Zagrebačke županije. Graniči s Gradom Zagrebom na sjeveru, istoku i jugu, na sjeverozapadu sa Svetom Nedeljom, a na zapadu sa Samoborom.
Općina Stupnik nalazi se najvećim dijelom između stare i nove autoceste Zagreb - Karlovac.
Teritorijalno, granica Općine Stupnik kao jedinice lokalne samouprave ne odgovara granici katastarske općine Stupnik. Katastarska općina Stupnik daleko je veća, naselje Lučko te nasalje Žitarka koje pripada Svetoj Nedelji nalazi se u katastarskoj općini Stupnik. Problem granice prema Gradu Zagrebu, konačno je riješen tek 2003.godine. 
Općina ima površinu od 24,87 km2.

## Stanovništvo
Prema popisu stanovništva iz 2001. godine Općina ima 3.260 stanovnika. Prema popisu birača na dan 19. travnja 2005. godine ima 2.966 birača. Stanovništvo je uglavnom domaće - autohtono, ali se razvojem Stupnika demografska slika počinje mijenjati. 
| broj stanovnika | 861   | 1053  | 1109  | 1282  | 1628  | 1748  | 1745  | 1817  | 1727  | 1832  | 1973  | 1980  | 2089  | 2536  | 3251  | 3735  | 3886  |
|                 | 1857. | 1869. | 1880. | 1890. | 1900. | 1910. | 1921. | 1931. | 1948. | 1953. | 1961. | 1971. | 1981. | 1991. | 2001. | 2011. | 2021. |

## Uprava
Općina Stupnik je osnovana 1995. godine, od Grada Zagreba odvojila se u veljači 1996. godine. Danas je sastavni dio Zagrebačke županije, ima ravnopravan samoupravni položaj u odnosu na ostale općine i gradove. 
U sastav Općine ulaze tri naselja:
- Gornji Stupnik,
- Donji Stupnik,
- Stupnički Obrež.

Administrativno središte Općine je Gornji Stupnik.
Općinsko vijeće sastoji se od 13 članova. Poglavarstvo općine Stupnik ima 5 članova. Predsjednik Poglavarstva je načelnik općine. Trenutno tu dužnost obavlja Bruno Perković.

## Povijest
U prošlosti, Stupnik je bio značajno selo u široj okolici, po veličini raspoloživog prostora, broju stanovnika, njihovoj poduzetnosti i istaknutim ljudima. Prostor sela smanjio se u najnovije vrijeme priključenjem jednog dijela nizinskog Stupničkog polja naselju Lučko. Selo nema središnju točku, niti crtu, nego se sastoji od više zaselaka duž Stupničke šume.  
U starini selo Stupnik bilo je čitavo na uzdignutoj stepenici (oko 10 m iznad ravnice doline Save), rubom koje je nekada išla rimska cesta (Aemana (Ljubljana) - Siscia (Sisak). Te stare ceste ostale su u uporabi još dugo u Srednjem vijeku. U 5. i 7. stoljeću, kad Rimsko carstvo nije više uspijevalo braniti svoje granice, ovim putevima prolazili su novi narodi - barbari, koji su rušeći i uništavajući nadirali u tople kultivirane krajeve južne Europe. Zadnji su došli naši hrvatski preci, u prvoj pol. 7. st. po. Kr. 
Prve vijesti o širem području oko Stupnika u srednjovjekovnom hrvatskom kraljevstvu nalaze ga u Okićkoj (političkoj) župi godine 1192. Okićka župa prostirala se između Save i Pokuplja i uključivala područje koje je tek osnovana Zagrebačka biskupija organizirala kao posebni crkveni kotar, nazvan Okićki dekanat (do 1945. g. uključivao je i Stupnik). Početkom 14. st. Okićka župa je uklopljena u proširenu Zagrebačku županiju. U to vrijeme (13. – 14. st.), Stupnik je najvjerojatnije selo slobodnih seljaka. 
Stupnik, oslonjen na duboku i široku Stupničku šumu, bio je siguran i zaštićen samo s južne strane, a otvoren svim utjecajima s ostalih strana. Najbliži susjed bila mu je gospoštija Brezovica, no s te strane Stupnik je bio miran, jer je Brezovica bila poznata po miroljubivim vlasnicima. Sa sjeverne strane, preko Save, nalazile su se dvije jake gospoštije, Medvedgradska i Susedgradsko-gornjostubička, koje su tražile i našle podložnike i s južne strane Save. Od 14. do 16. st. našle su ih i u Stupniku. Dok je Stupnik bio pod upravom Susedgradsko-stubičke gospoštije, daruje Doroteja Frankopan-Henning 1472. svoje posjede u Stupniku zagrebačkim dominikancima, a preostali dio Stupničkih posjeda kupuje 1564. mađarski plemić Franjo Tahi. Tahi je loše i nasilno vladao svojim područjem, pa su se i Stupnjari 1573. uključili u Seljačku bunu. Mađarska plemićka obitelj Erdody dolazi u posjed Okićke gospoštije, a Erdody su čak bili pokrovitelji Stupničke župe od 1615. i dalje. 
Nakon kratkog razdoblja koncem 16. st. kad je tu više posjednika Stupnik dolazi poč. 17. st. u ruke Okićko-Kerestinečke gospoštije, svojeg dotadašnjeg zapadnog susjeda. Tako su, osim Brezovice, svi ostali susjedi držali Stupnik neko vrijeme u svojoj vlasti.

## Gospodarstvo
Na području Općine registrirano sjedište ima velik broj poduzeća, a aktivno je njih 119. Registrirano je i 68 obrtnika. Isključivo od poljoprivrede živi relativno malo stanovnika.

## Spomenici i znamenitosti
Stupnjari su polovicom 18. st. sagradili današnju župnu crkvu Sv. Ivana Nepomuka. U lađi crkve oltari su posvećeni sv. Valentinu, s kipovima sv. Roka i sv. Blaža, oltar Blažene Djevice Marije s Isusom i kipovi sv. Josipa i sv. Valentina. Uz njih su freske sv. Valentina i sv. Jurja. U sredini lađe oltarići su Srca Isusova i sv. Antuna s njihovim kipovima. Vitražni prozori prikazuju Svetu Obitelj, Isusovo krštenje, sv. Mihovila i sv. Anu s Marijom. Zidne slike na svodu svetišta, kaloti apside i medaljoni rađeni su prema životopisu sv. Ivana 1680. i 1725. češkoga pisca Boluslava Balbina. Za Balbinov životopis njemački bakrorezac i grafičar Johann Andreas Pfaffel izrađuje grafičku mapu prema kojoj je nepoznati slikar oslikao crkvu (zna se da je pripadao krugu oko Antona Archera). Zidne slike prvi se puta spominju u kanonskoj vizitaciji iz 1799., ali je naručitelj nepoznat. Na galeriji crkve je freska mučeništva sv. Ivana Nepomuka.
Druga je sakralna građevina u Stupniku kapela sv. Benedikta koja je izgrađena prije 1669. i (nakon župne crkve u Odri) najstarija je sada stojeća zidana zgrada crkve južno od Save kod Zagreba.

## Obrazovanje
Najbliži vrtić za djecu iz Stupnika je onaj u Hrvatskom Leskovcu.
Osnovna škola 'Lučko', koja u Lučkom (grad Zagreb) ima zgradu za djecu od prvog do osmog razreda, ima i u Općini Stupnik svoju područnu školu 'Stupnik' za djecu od prvog do četvrtog razreda.

## Šport
- Nogometni klub Stupnik

## Vanjske poveznice
- Službene stranice Općine Stupnik
- Informativni portal Stupnika